# William Fernández
William Albán Fernández González (Golfito, 15 de mayo de 1994) es un futbolista costarricense. Juega como defensa central y su actual equipo es el Municipal Pérez Zeledón  de la Primera División de Costa Rica.

## Trayectoria
William Fernández es originario de Río Claro de Golfito. En esa zona jugó en diversos equipos juveniles, e integró el proceso de Selecciones Regionales de la FEDEFUTBOL en 2011. Posteriormente, Fernández perteneció a las ligas menores del  Deportivo Saprissa.
En 2012 emigró a los Estados Unidos para realizar sus estudios universitarios en la University of South Carolina, donde al mismo tiempo continuó vinculado al equipo de fútbol de dicha casa de estudios. Allí realizó parte de su formación deportiva en la liga universitaria con los South Carolina Gamecocks.
En 2013, regresó al país para participar en algunos juegos clasificatorios de la selección juvenil de Costa Rica, y en abril de ese mismo año firmó por tres años con el Club Sport Cartaginés.
Hizo su debut en la Primera División el 1º de octubre de 2013 a sus 19 años, en encuentro que ganó 2 a 1 el equipo blanquiazul a la UCR.

### Selección nacional
Con la selección nacional de Costa Rica participó en todas las eliminatorias, también paso por todos los procesos de selecciones menores, sub-15, sub-17, sub-20, sub-23 y la selección preolímpica de CR. También participó en el Premundial Sub-20 de la CONCACAF disputado en Puebla, México a inicios de 2013 y en los Juegos Centroamericanos San José 2013.

## Clubes
| Club                           | País           | Año         |
| ------------------------------ | -------------- | ----------- |
| Carolina RailHawks FC          | Estados Unidos | 2011 - 2013 |
| Club Sport Cartaginés          | Costa Rica     | 2013 - 2016 |
| Belén Fútbol Club              | Costa Rica     | 2016        |
| Club Sport Uruguay             | Costa Rica     | 2016 - 2017 |
| Asociación Deportiva Carmelita | Costa Rica     | 2017 - 2018 |
| Jicaral Sercoba                | Costa Rica     | 2018 - 2022 |
| Puntarenas Fútbol Club         | Costa Rica     | 2022 - 2023 |
| Municipal Pérez Zeledón        | Costa Rica     | 2023 - act  |